# Fixation des dunes en Aquitaine
Le littoral aquitain présente des dunes sableuses sur environ 200 km de côte. Jusqu’à ce que les dunes mobiles soient stabilisées (en) , le vent entraînait régulièrement de grandes quantités de sable à l’intérieur des terres. Certains villages ont ainsi dû être déplacés ou reconstruits et d'autres ont disparu. 
On peut citer parmi les précurseurs de cette fixation les Captaux de la famille de Ruat, qui ont mené des essais concluants à La Teste de Buch à la fin du XVIIIe siècle. Ces travaux seront généralisés à l’ensemble du littoral grâce à des hommes comme Guillaume Desbiey, le baron Charlevoix de Villers, ou encore Brémontier. L’État français a pris en charge l'ensemencement des dunes durant le XIXe siècle, en 1876 : 88 000 ha ont été fixés. Durant le XXe siècle jusqu'à nos jours, l’Office national des forêts assure la gestion et l’entretien d'une grande majorité de ces dunes.

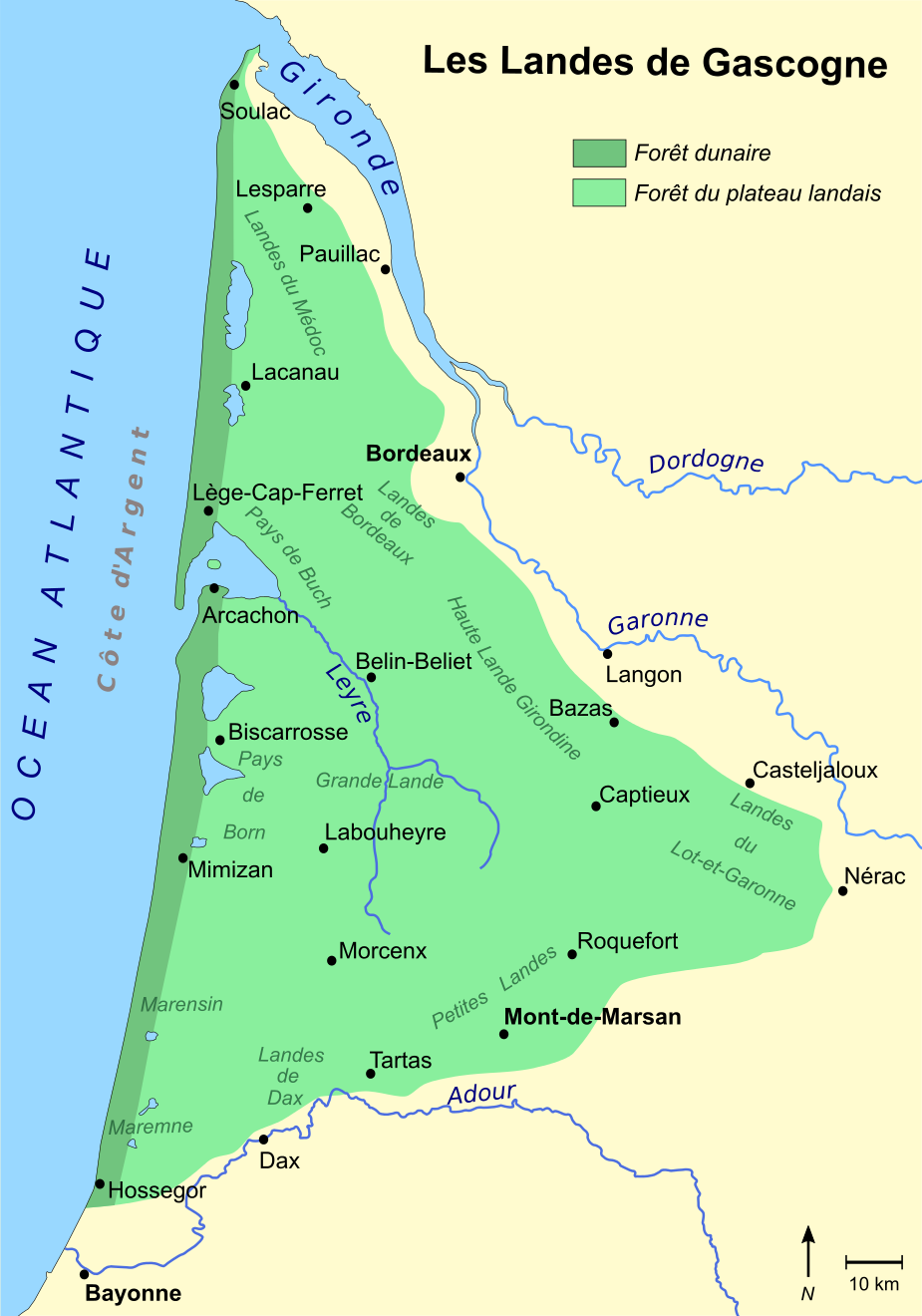
Littoral de la Côte d'Argent.

## La menace des sables
Jusqu'à ce qu'elles soient boisées, les dunes mobiles ont constitué une menace pour les habitants de la côte  aquitaine. L'avancée de la mer entraînait des accumulations de sable sur le rivage et les dunes ainsi formées s’étendaient de plus en plus loin à l'intérieur des terres. De nombreux documents du Moyen Âge au XIXe siècle témoignent de villages détruits, d'églises déplacées et de cultures recouvertes par l'avancée des sables.

### Les sites déplacés ou reconstruits
Du nord au sud : 
L'ancien village de Saint-Trojan (devenu Saint-Trojan-les-Bains en 1898) et son église ont été ensevelis au XIXe siècle par les dunes du littoral. Celles-ci ont alors été fixées par des pins maritimes en même temps que celles des Landes, formant ainsi la forêt de Saint-Trojan de type landaise et dans sa continuité géographique. 
Le village de Saint-Nicolas-des-Graves et son prieuré bénédictin situé à la Pointe de Grave ont dû être abandonnés au milieu du XVIIIe siècle. Les habitants sont allés créer le village de Soulac qui eut à subir à son tour l'assaut des sables en 1771. À Bordeaux, en souvenir de la basilique Notre-Dame-de-la-fin-des-Terres à Soulac fut envahie par les sables puis dégagée.
Au Porge, la première église de la paroisse, située en bordure des marais et plus proche des dunes océaniques a été ensevelie par les sables, et reconstruite en 1662 à 5 km vers l'est à l'emplacement du bourg actuel.
À Lacanau, l'ancienne église est démolie en 1764 pour être reconstruite à l'emplacement actuel, en raison de la montée des eaux consécutive à l'avancée des sables.
Le village de Lège aurait été déplacé trois fois au cours des siècles pour échapper à l’invasion des sables.
La vieille église de Saint-Paul-le-Vieux, occupant le tuc de l'antique Segosa, doit être déplacée en 1678 de quelques kilomètres vers le nouveau bourg du village de Saint-Paul-de-Frontignac (l'actuel Saint-Paul-en-Born) en raison de la montée des eaux de l'étang d'Aureilhan.
L'ancienne église de Bias est définitivement abandonnée en 1743, engloutie sous l'étang de Bourg-le-Vieux en raison du déplacement des dunes.

### Les sites disparus
Des lieux situés sur la côte ouest à l’extrémité du Médoc disparurent ensevelis sous les sables ou engloutis par les flots de la mer, tel Domnotonus où habitait Théon, l’ami d’Ausone et la paroisse de Saint-Pierre de Lilhan. Losa, village romain abandonné dans la plaine landaise, près du cours d'eau de la Gourgue, a disparu sous les eaux de l'étang de Cazaux et de Sanguinet dans les Landes.

## Les premiers travaux
À partir du Néolithique, une fois l’épandage du sable des Landes terminé et une fois que la végétation est venue fixer cette couverture sableuse, il restait néanmoins une partie de ce sable libre de se déplacer sur de faibles distances au gré des vents. En dehors des boisements anciens sur la côte, représentant environ 200 000 ha avant le boisement systématique de la plaine des Landes de Gascogne, toutes les dunes littorales étaient en mouvement. Entre le Moyen Âge et le milieu du XIXe siècle, plusieurs documents font état de villages engloutis, d’églises déplacées ou ensevelies. 

### Les Captaux de Buch
Les premiers travaux significatifs ont été entrepris par des seigneurs du Pays de Buch, le premier fut Jean-Baptiste Amanieu de Ruat, Captal de Buch, qui entreprit dès 1713 de fixer les sables mobiles en semant des pins à La Teste de Buch. Il lança une seconde campagne de plantation en 1727, mais un berger y mit criminellement le feu en 1733. En effet, les plantations de pins dans les Landes ne furent pas vues d’un très bon œil par ces pasteurs. Le système agro-pastoral, largement répandu dans les Landes de Gascogne à cette époque, reposait sur l’élevage des ovins et les cultures de quelques céréales et les bergers avaient pour habitude de faire paître leurs troupeaux librement sur les terres incultes (vaine pâture).
Dans les années 1760, François Alain de Ruat conçut un plan pour maîtriser les dunes. Aucune mise en œuvre n’était cependant possible sans la coopération et la participation des habitants. Entre 1782 et 1787, François de Ruat, le dernier Captal de Buch, réussit à faire ensemencer non point des dunes mais des lettes (dépressions entre les dunes) dans les environs d’Arcachon et du Cap Ferret. Ce chantier fut conduit par son homme d’affaires à la Teste, Jean Baptiste Peyjehan jeune (1753-1803). L’argent fit rapidement défaut au Captal, ainsi il fut soulagé quand un certain Brémontier engagea Peyjehan, homme du pays et initié à ces travaux, pour entreprendre le boisement à grande échelle.

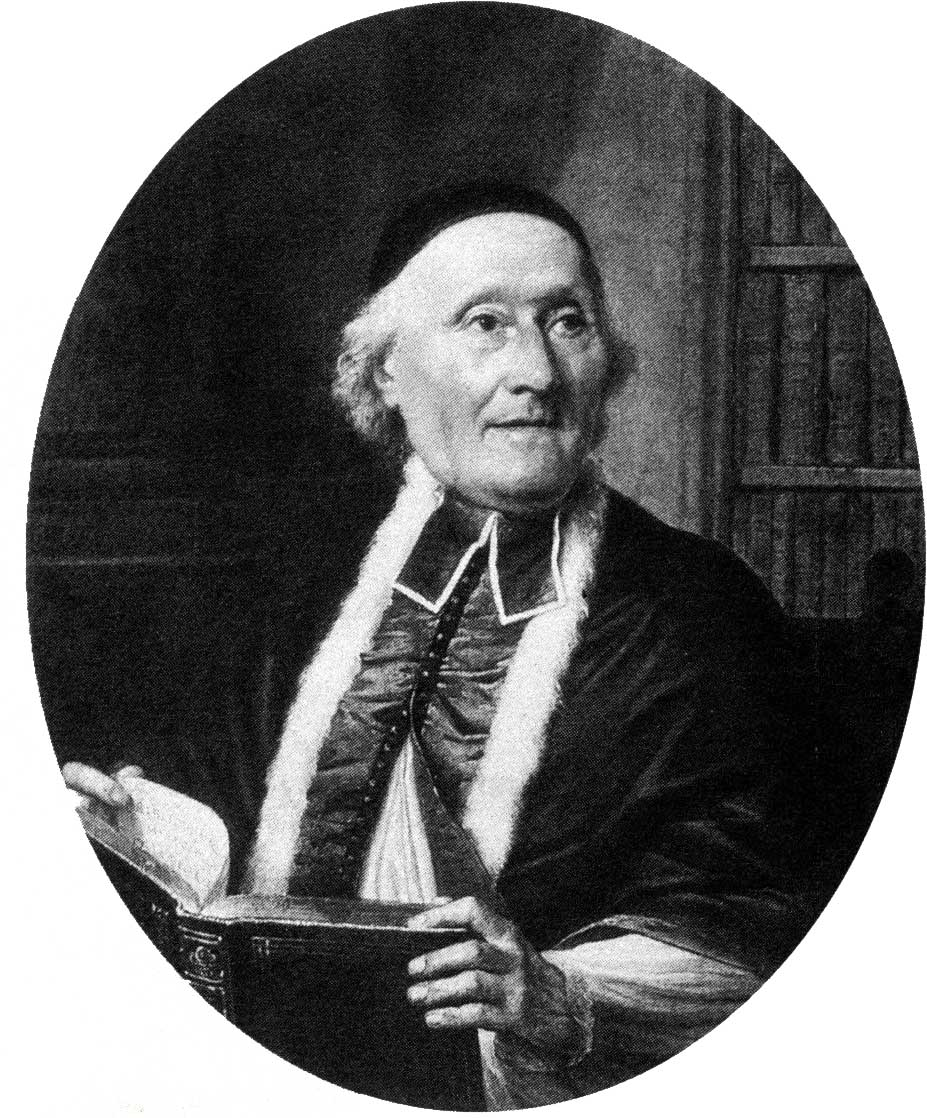
L'abbé Matthieu Desbiey.

### Matthieu et Guillaume Desbiey
L’abbé Desbiey et son frère Guillaume ont entrepris en 1769 un essai de fixation d’une dune mobile à Saint-Julien-en-Born. Ces tentatives ont été couronnées de succès. Afin de permettre aux jeunes pins de pousser, il suffisait de couvrir le sol de branchages ou de rameaux de genêt, de bruyère ou d’ajonc, afin de protéger les semis de l’action du vent qui aurait entraîné les graines avec le sable superficiel.

### Le baron Charlevoix de Villers
En 1778, le baron Charlevoix de Villers, ingénieur du génie maritime, fut envoyé à La Teste de Buch pour étudier la faisabilité de creuser un canal reliant le bassin d'Arcachon à l'Adour pour des raisons militaires. Après trois années d'études, M. de Villers réalise cinq mémoires dont l'un est consacré à la fixation des dunes, qu'il considère comme un préalable à tout aménagement. Un autre mémoire traite de l'hostilité des populations locales vis-à-vis de tout projet d'ensemencement, ce qui leur empêcherait de faire pâturer le bétail. Le rôle de M. de Villers restera théorique, et il quittera le pays de Buch en 1781 pour ne jamais y revenir. Il est néanmoins l'inventeur de la méthode de fixation mise en œuvre ultérieurement par Brémontier : le semis de pins.

### Nicolas Brémontier

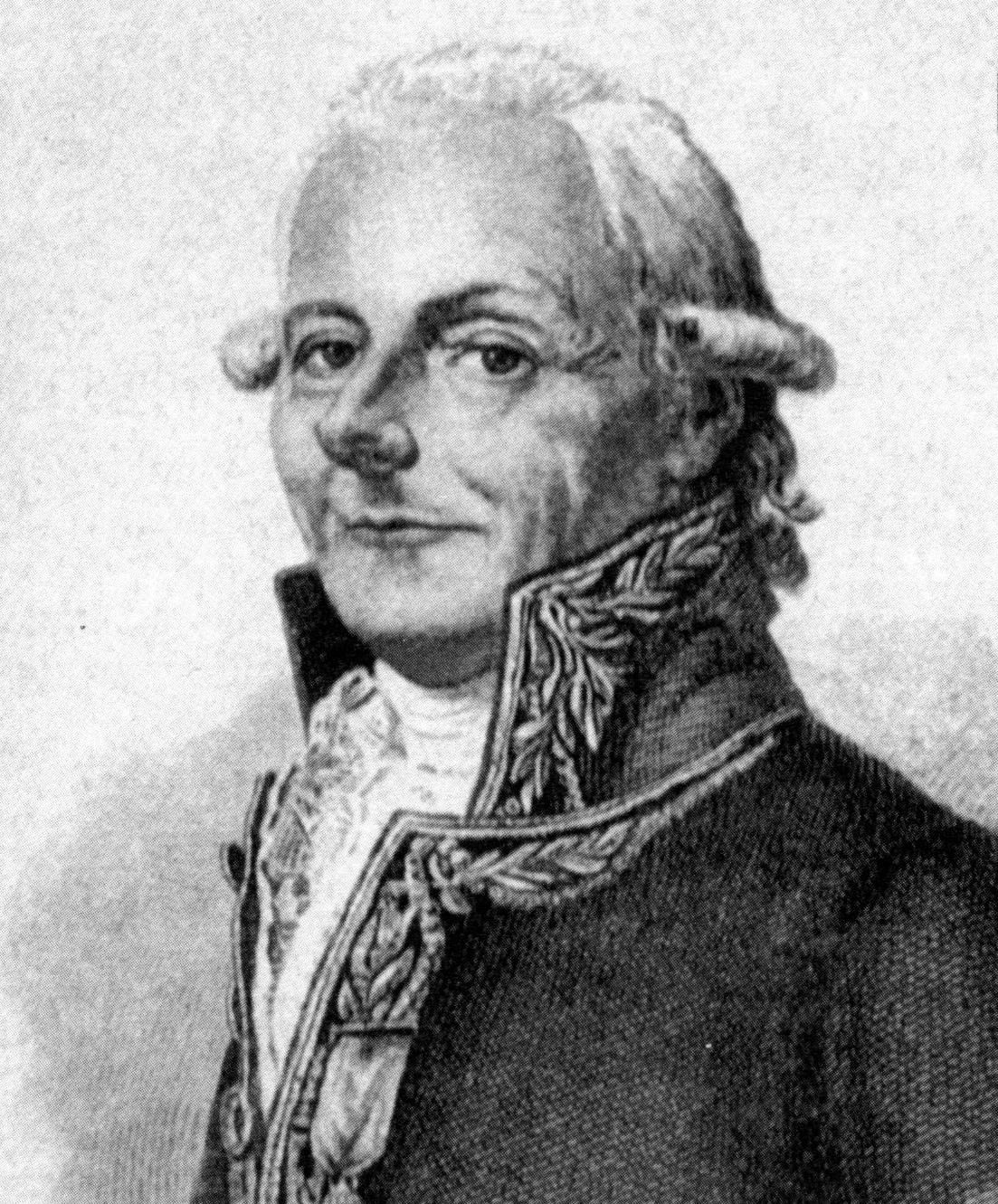
Nicolas Brémontier.

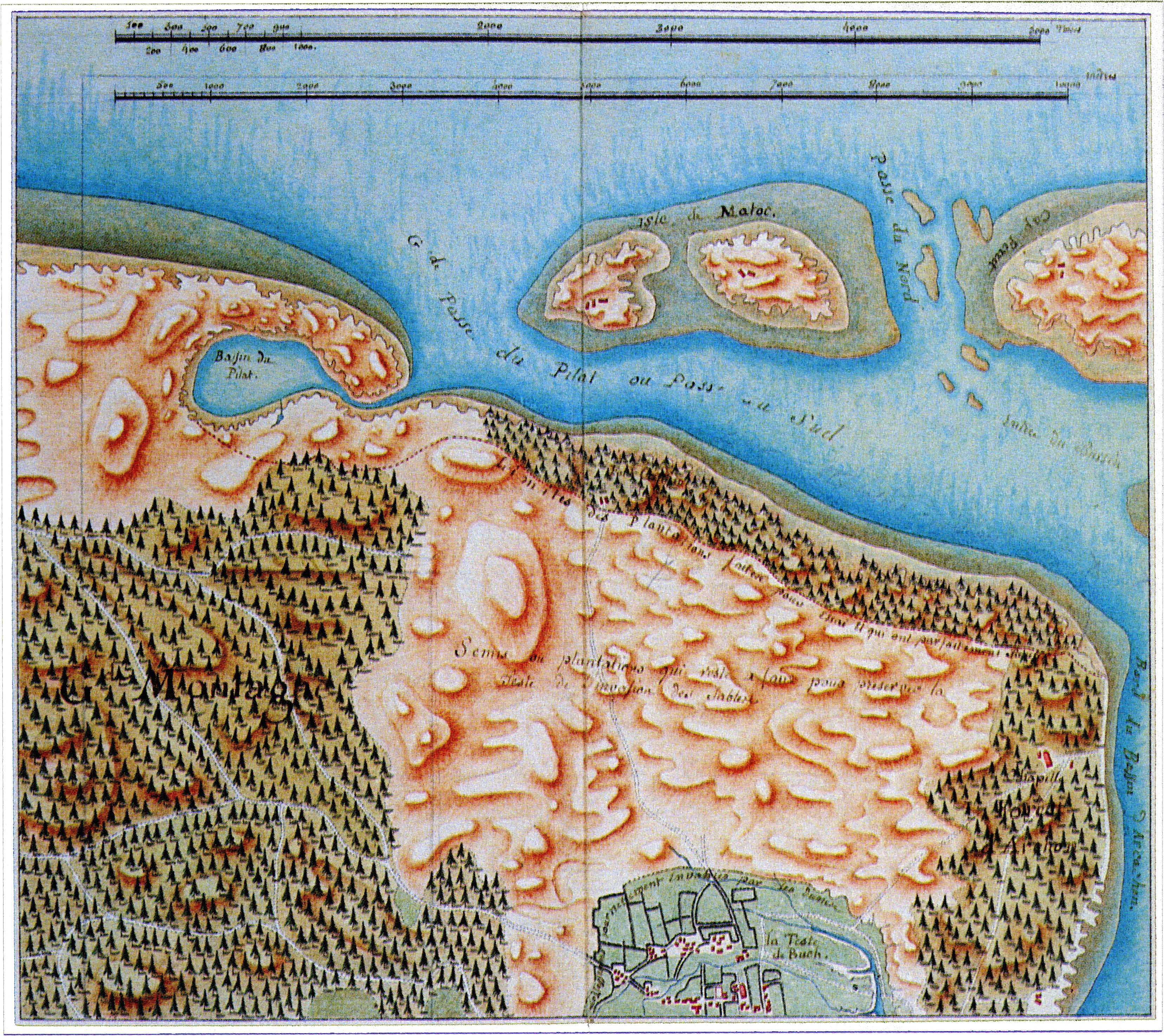
Carte élaborée par Brémontier au XIXe siècle, montrant les semis réalisés à La Teste de Buch. La bande au milieu de la carte représente les semis qu'il a réalisés. Les massifs à gauche et à droite de la carte sont naturels et existaient avant les campagnes de boisement. Le nord est à droite.

Nicolas Brémontier s’intéressa de près aux projets de réalisation du canal reliant le bassin d’Arcachon à l’Adour. Il évoque la nécessité de fixer les dunes en 1778, et en 1787 après avoir pris connaissances des précédentes réalisations des frères Desbiey et de Charlevoix de Villers, il estima prioritaire de faire des essais de fixation, sans faire référence à ces précurseurs, afin de s'en attribuer les mérites . Il obtint un crédit pour lancer des essais et choisit le site de La Teste de Buch où il rencontra M. Peyjehan jeune, qui avait déjà effectué de nombreux travaux pour le compte du Captal de Buch François de Ruat, et qui bénéficiait d’une parfaite connaissance locale. De son côté le Captal, qui souhaitait depuis longtemps fixer les dunes du Buch, accepta très volontiers que l’on tente l’expérience entre le Pilat et Arcachon, dès le printemps 1787. Les premiers semis du Moulleau protégés par des clayonnages parallèles utilisés par les Hollandais, furent après l'hiver 1787-1788, un échec, ce qui conduisit Peyjehan à demander à Brémontier d'expérimenter la couverture de branchage qu'il tenait de Desbiey, ce qui fut un succès. La Révolution française vint perturber les expérimentations, qui continuèrent tant bien que mal jusqu’en 1793, grâce au zèle extraordinaire de Peyjehan qui avança bien souvent le salaire des ouvriers de sa poche.
Un rapport, dont la rédaction fut présidée par Brémontier et commandé par la Société d’histoire naturelle et d’agriculture de Bordeaux, fut rédigé en 1795 en dressant un bilan très positif de ces essais et fut envoyé au gouvernement à Paris. Le 13 messidor an IX (2 juillet 1801) parut un arrêté signé par les consuls de la République dont voici l’article premier :
« Il sera pris des mesures pour continuer de fixer et planter en bois les dunes des côtes de Gascogne, en commençant par celles de La Teste de Buch, d’après les plans présentés par le citoyen Brémontier, ingénieur, et le préfet du département de la Gironde’’ »

## L'ensemencement des dunes par l'État

### Historique
Un second arrêté du 20 septembre 1801 des consuls installa une Commission des dunes de la Gironde, présidée par Brémontier et composée du Conservateur des Forêts à Bordeaux Pierre-Timothée Guyet-Laprade et de trois membres de l'Académie des sciences de Bordeaux : Jean-Marie Bergeron (agronome et oenologue), Toussaint-Yves Catros (pépiniériste et botaniste) et Jean-Baptiste Labadie de Lalande dit Labadie-de-Haux (agronome) et  comme inspecteur des travaux, Peyjehan . Dès 1801, des ateliers de fixation furent établis au Verdon, puis au Cap-Ferret, à Arcachon, La Teste et Mimizan. Au décès de Peyjehan en 1803, son gendre Pierre Dejean (1780-1864) prendra la suite comme inspecteur des travaux. Une commission semblable fut créée en 1808 dans le département des Landes. Ces deux commissions ont réussi à fixer 4 500 hectares en 1816.
Le 5 février 1817, par ordonnance du roi Louis XVIII, les travaux de fixation dunaire reprennent. Cette décision est suggérée notamment par le vicomte Joseph Lainé, alors ministre de l’intérieur, propriétaire dans les Landes girondines qui connait bien l’importance et les faiblesses de l’entreprise. Celle-ci est confiée à l’administration des Ponts et Chaussées, afin de les mener à plus grande échelle puis de remettre les dunes une fois boisées à l’administration des Eaux et Forêts, ce qui fut fait en 1862. La fixation des dunes s’est achevée en 1876, où 88 000 hectares avaient été ensemencés,.
En 1840, Bernard Lorentz, avait effectué une mission diligentée par le directeur général des forêts. 
Pierre Buffault, conservateur des eaux et forêts, relate dans de nombreux articles et notamment dans son ouvrage de 1942, l'histoire de la fixation des dunes domaniales.

### Appropriations et aliénations

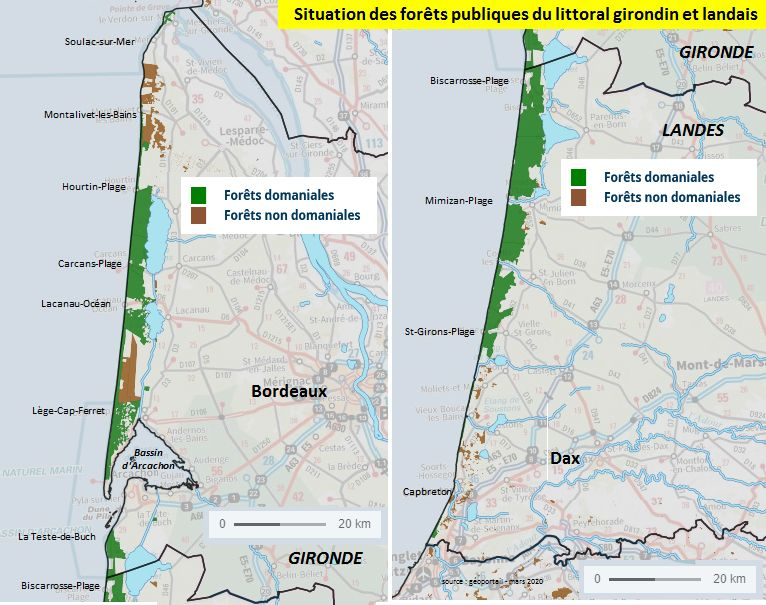
Importance des forêts domaniales littorales.

Mais pour réaliser ces travaux dunaires, l’Etat s’est approprié les terrains concernés, argumentant principalement qu’il s’agissait de « lais et relais de mer » en déshérence. Mais ceci fut considéré par des particuliers et des communes comme une spoliation, ce qui conduisit à de nombreux procès où les opposants cherchèrent à faire valoir leurs droits ancestraux. Des procès de ce genre se poursuivent encore de nos jours, comme celui de la famille d’Antin de Vaillac portant revendication sur les 5800 ha de la forêt domaniale de Biscarrosse. Dans de rares cas, les tribunaux ont donné raison aux plaignants, si bien qu’une partie importante appartient à l’Etat, et constitue une continuité de forêts domaniales. Durant ces procédures judiciaires « jamais la menace des sables ne fut autant exagérée, poussée jusqu’à la fantasmagorie (…), la fixation des dunes par Brémontier fut hissée au pinacle du génie national, présentée comme une œuvre sacrée de salubrité publique. ».
Cependant les Domaines vendirent une grosse partie de dunes boisées grâce la levée du caractère inaliénable des forêts domaniales par la promulgation de deux lois en 1860 puis en 1863. La première loi de 1860 prétexta que la conservation des forêts à aliéner était jugée inutile à l’intérêt général, et se donna dix ans pour son exécution. La seconde du 19 mai 1863 avait un motif un peu plus défendable, celui de financer les opérations de reboisement de montagne (loi du 28 juillet 1860) et de prévenir les coulées torrentielles et l’érosion des sols (loi du 8 juin 1864). Or c’était bien dans l’intérêt général, ainsi que du Trésor, que les forêts dunaires avaient été créées depuis 1801, date du premier décret des consuls de l’an IX ordonnant la fixation des dunes,. Ainsi la promulgation de ces deux lois autorisèrent l’aliénation de 17 000 ha de dunes qui avaient été ensemencées et fixées par l’Etat, rapportant environ 13 millions de francs.

### Les «ateliers» d'ensemencement

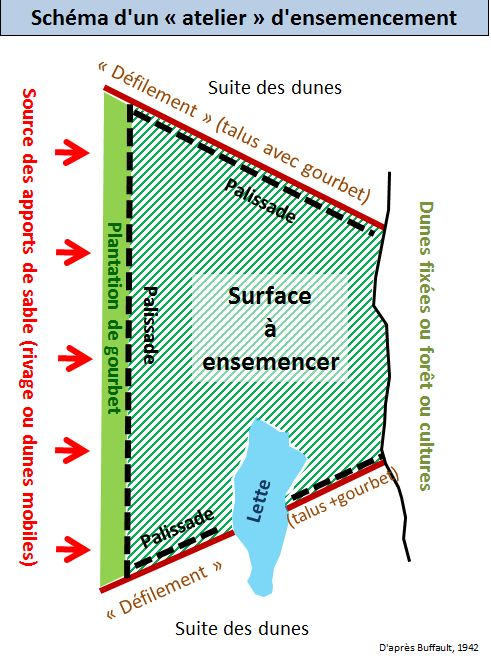
Atelier de boisement des dunes.

Les grands travaux de fixation des dunes de Gascogne ont été réalisés progressivement, depuis la fin du XVIIIe siècle jusqu’en 1864, sur de vastes chantiers d’ensemencement appelés « ateliers ». La juxtaposition chronologique de ces ateliers forme l’origine historique des forêts littorales, principalement domaniale. 
Au début les travaux d’ensemencement étaient réalisés en régie, seuls les broussailles étaient parfois amenés à l’entreprise. Puis à partir de 1817, l’administration des Ponts et Chaussées adjugea les ateliers à des entreprises concessionnaires soumises à un cahier des charges précis. Enfin à partir de 1831 ces ateliers furent adjugés avec seulement une indication des meilleures procédés à employer, avec en revanche une exigence garantie de réussite complète des semis à la charge de l’entreprise. 
Les ateliers ont progressé du Verdon au nord, vers le sud et furent établis du rivage vers l’intérieur des terres. Les ateliers avaient la forme de polygones plus ou moins étendus de 500 à 1500 hectares. Pour protéger les ateliers, des « défilements » s’élevant progressivement de 8 à 10 mètres de hauteur, furent bâtis à l’aide de clayonnages ou palissades relevées progressivement avec  un levier ou une chèvre. Ces défilements étaient renforcés par la plantation de « gourbet » sur une largeur d’environ 40 mètres devant la palissade ou le clayonnage, du côté des apports sableux. Ainsi des digues ou levées, se boisant ultérieurement, que l’on distingue encore de nos jours, délimitent les anciens ateliers de semis. Les lettes incluses éventuellement dans l’atelier permettaient de se dispenser de défilement. Une fois le défilement  dressé, on procédait à l’ensemencement à l’intérieur de l’atelier. La graine était jetée à la volée sur laquelle une couverture de branchage était disposée selon un ordre précis à la manière des tuiles d’un toit. Cette couverture était maintenue au sol, autrefois par des lattes et crochets de bois dispendieux enfoncés dans le sol, puis par des pelletées de sable espacées de 30 en 30 centimètres. Les semis et les plantations de gourbet avaient lieu de novembre à avril.
Pierre Buffault décrit ainsi l’organisation du travail lors d’ateliers d’ensemencement observés durant les années 1892-1896 : 

« (…) sur un versant de dune incliné en pente douce vers la côte se déploie une longue suite de travailleurs tournant le dos à la mer. Au premier rang, sont des femmes, jeunes et vieilles, séparées de deux en deux par des gars qui ont pour mission de consolider le tapis de broussailles qu’elles étalent. (…). Les femmes, avec la serpe, façonnent en éventail les rameaux que leur jettent des enfants placés derrière elles, et les disposent sur le sol. Leurs compagnons assujettissent ces branchages et jettent dessus des pelletés de sable qui les maintiennent. Devant les ouvriers passe le semeur, qui, de son « geste auguste », jette à la volée les graines (…). Auprès des travailleurs vont et viennent l’entrepreneur, qui commande, reprend, gourmande en quelque mots de patois, et le garde qui surveille le travail.  De temps à autre arrivent, cheminant péniblement sur le sable, des attelages de bœufs ou des chevaux ou mules de bât. Ils portent en charge débordantes les fagots de broussailles coupés au loin, et c’est à grand renfort de geste et de jurons gascons que les excitent les conducteurs. Ceux-ci, aidés par les gamins, déposent les fagots par tas de proche en proche, pendant que le garde vérifie le poids de ces bourrées et les reçoit. Puis, bêtes et gens retournent chercher de nouvelles charges. Le soir venu, toute l’équipe s’en va pêle-mêle à la « cantine », baraque de planches couverte en brande ou en tuiles, trouver le souper et le repos de la nuit, après un rude travail, (…). »

A l’appui de la carte générale des dunes de 1855 au 1/80 000, et des cartes locales, Henry de Coincy, futur conservateur des Eaux et Forêts de Bordeaux fournit la liste détaillées des ateliers de la Gironde et des Landes
Ces chantiers étaient fréquemment confrontés à l’hostilité des éleveurs, qui voyaient dans ces ateliers de reboisement interdits à la divagation du bétail, une atteinte à leurs droits d’usage de « vaine pâture ». Des agressions des ouvriers, des semis arrachés ou incendiés furent de ce fait nombreux. 
Malgré tout la domanialité des dunes protège encore de nos jours, contre une urbanisation excessive de la côte aquitaine qui peut être qualifiée de « dernière côte sauvage d’Europe ».
La loi d'assainissement et de mise en culture des Landes de Gascogne de juin 1857, imposa à toutes les communes des Landes de Gascogne de boiser leur territoire. Cela marque le début d’une période de profondes modifications du paysage et des mœurs dans les Landes, avec l’extension de la forêt.

## Le cordon dunaire littoral

### Son édification initiale
La fixation des dunes décrite précédemment consistait à créer une forêt sur les dunes mobiles pour empêcher leur avancement dans les terres. Il restait cependant toute une zone de sable sous l’action du transport éolien, sur une bande de 300 à 400 m en partant du rivage sur laquelle le boisement était considéré comme impossible, en raison de la violence des vents et de la présence embruns salés.

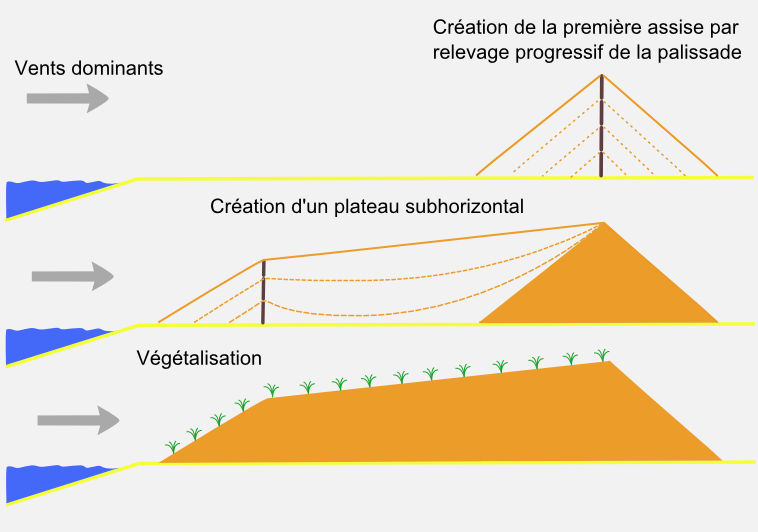
Le système de Goury pour l'édification du cordon dunaire (dune blanche).

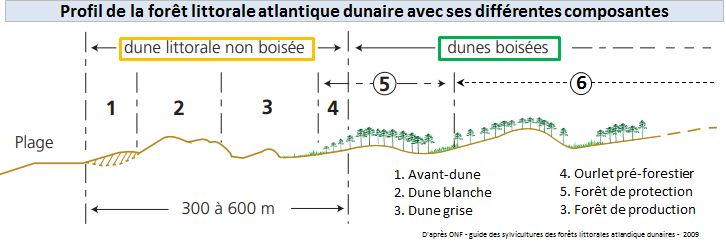
Situation de la forêt de protection dans l'espace boisé des dunes littorales atlantique.

En 1822, l’ingénieur des Ponts et Chaussées Jean-Sébastien Goury eut l’idée d’édifier une dune artificielle sur cette bande littorale, afin de protéger la forêt se trouvant juste derrière. L’idée est partie d’une constatation simple : lors des chantiers de boisement (dit « ateliers »), les ouvriers érigent une palissade de protection entre la plage et les semis pour diminuer les effets du vent. Lorsque le sable transporté par le vent se heurte à la palissade, il s’accumule à son pied, jusqu’à la recouvrir. Il suffit donc de relever cette palissade régulièrement pour édifier progressivement une dune. Goury s’est également aperçu que ce phénomène était accentué lorsque cette dune était précédée d’un talus à faible pente du côté de l’Océan, qui déviait le vent et lui faisait perdre de l’énergie. Il a ainsi défini le profil idéal selon lequel la pente ouest est suivie par un plateau subhorizontal qui se termine par une pente abrupte à l’est correspondant au talus naturel du sable. Afin de pérenniser cette dune, elle était ensuite plantée d’oyats et couverte de branchages de genêts. L’oyat est une très bonne plante fixatrice. En effet le sable transporté par le vent s’accumule au pied de la plante, dont les racines colonisent ce sable récent. Elle croit petit à petit sur cet apport de sable. Il a été établi que l’oyat prospère mieux lorsque les dépôts sont de 20 à 30 cm par an. Cette plante joue à la fois le rôle de protection et d’accumulation.
Cette technique a obtenu un grand succès et, à la fin du XIXe siècle, la totalité du littoral gascon était équipé de ces dunes dites « blanches » ou « dunes de Goury ». En arrière, se maintient une zone de végétation plus dense mais très rase : la dune « grise », et plus loin une première bande de pins halo-anémomorphosés destinée à absorber les embruns et le sable apportée par le vent. Ces pins ne sont pas exploités et constituent la forêt de protection dont la fonction est de faire un écran supplémentaire afin d'isoler les forêts de production dunaire et du plateau landais.
Les entrepreneurs s'attaquent ensuite au problème de la fixation des dunes intérieures. Des graines de pins maritimes, mélangées à des graines d'ajonc et de genêt sont semées sous une couverture de fagots de branchages qui maintiennent provisoirement les sables. Au bout de quatre ans, le genêt atteint près de deux mètres de hauteur. Le pin, d'une croissance plus lente, grandit ainsi protégé et distance bientôt les autres plantes qui, en pourrissant, apportent des éléments organiques fertilisateurs.

### Ses vicissitudes durant leXXesiècle

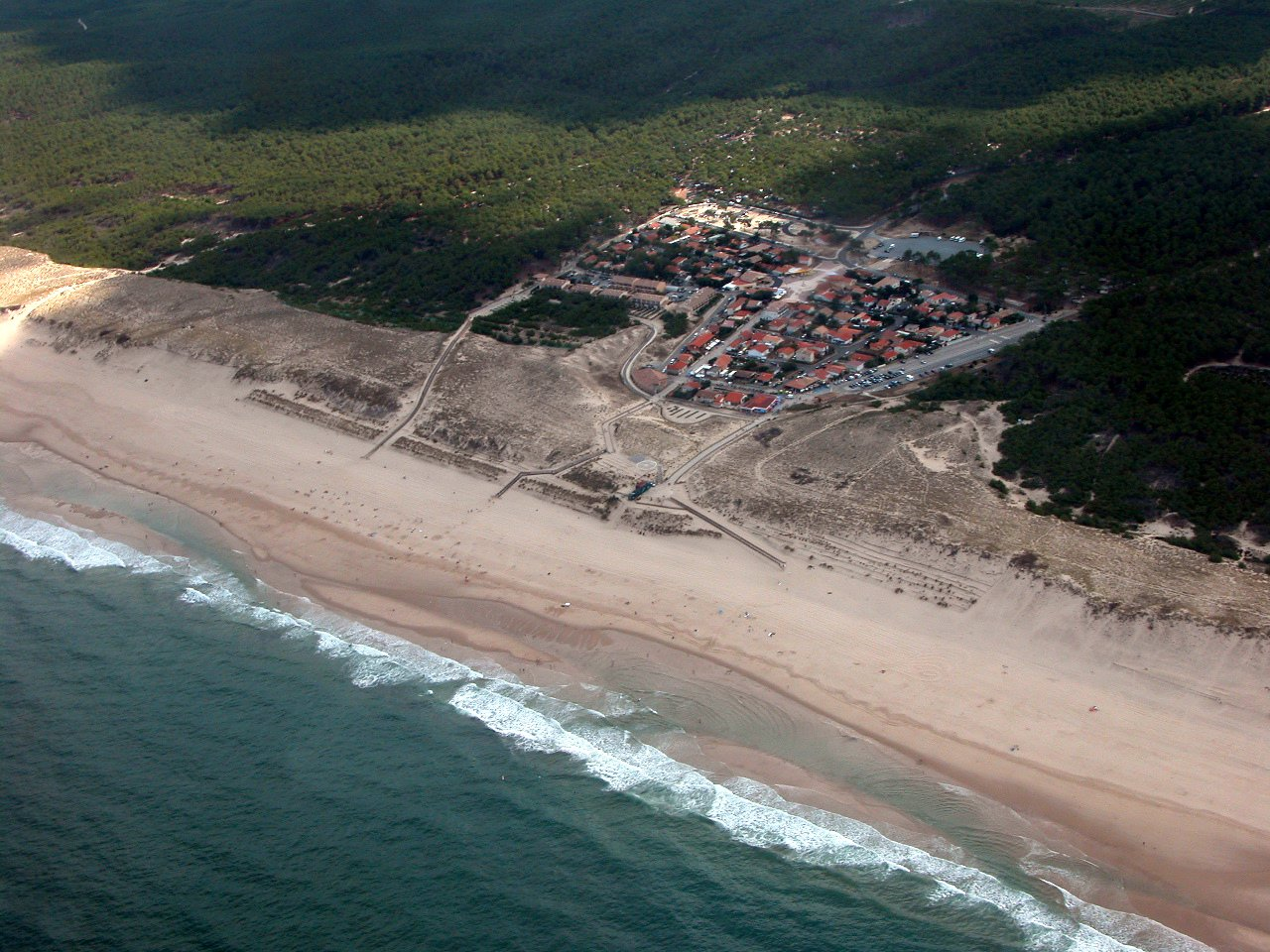
La fenêtre océane de Carcans dans le Médoc : Carcans-Plage.

Au début du XXe siècle, la fixation des dunes est considérée comme achevée, et par conséquent  le budget alloué au littoral est considérablement réduit. L'État, qui avait acquis une très grande majorité des terrains sur lesquels les semis avaient été faits, se dessaisit de 17 000 ha entre 1861 et 1865, afin de rentrer dans les frais engagés pour les travaux de boisement. Le système mis en place par Goury ayant remporté un grand succès, on considère qu’il peut perdurer indéfiniment. En 1914, le cordon littoral est complètement laissé à l'abandon et l'État continue à rétrocéder aux communes les terrains de bord de mer. Ces dernières en ont alors profité pour créer des « fenêtres océanes » : les stations balnéaires du Médoc, du Born et du Marensin ayant « pignon sur mer ». C'est de cette époque que proviennent les binômes : Vendays/Montalivet, Hourtin/Hourtin Plage, Lacanau/Lacanau Océan, Biscarrosse/Biscarrosse Plage, Mimizan/Mimizan Plage etc.
À la veille de la Seconde Guerre mondiale, l'État n'était plus propriétaire que de 36 % des forêts dunaires. Il a cependant conservé les dunes non boisées du bord de mer.
À partir de 1958, les Eaux et Forêts ont entrepris un vaste programme de réhabilitation qui avait pour but de reconstituer l'ensemble des dunes blanches appartenant à l'État. Les dunes ont alors été reprofilées par des bulldozers. 
De nos jours, l'ONF a abandonné les moyens mécaniques lourds sur les dunes (sauf pour des travaux ponctuels), la dimension environnementale ayant pris le dessus. Au delà de  la réutilisation des systèmes classiques de protection par palissades, dépôt de branchage et plantations d’oyats, des techniques légères de contrôle souple de la mobilité des dunes bordières non boisées ont été mises au point.

### Son instabilité

#### L’érosion du rivage

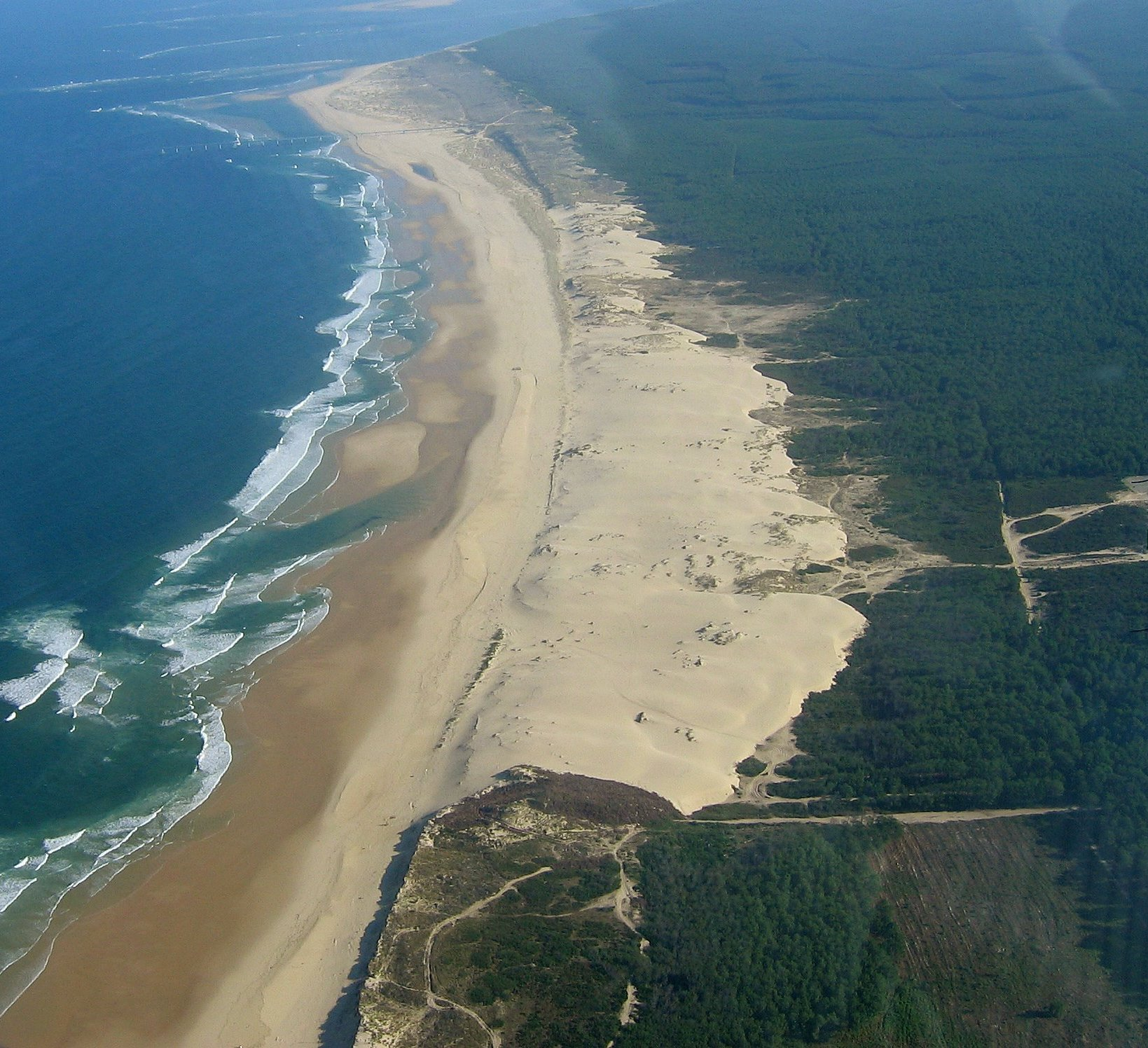
Dune du Trencat à La Teste de Buch, un exemple de dune sans intervention anthropique.

On estime que depuis une cinquantaine d’années, l'océan progresse selon les endroits de 1 à 2 m par an. La côte n’est pas attaquée partout de la même façon, à certains endroits la plage est engraissée par un apport de sable, mais en moyenne, la ligne du rivage gagne sur les terres. Les zones d’érosion se déplacent avec le temps, ainsi un endroit fixe sur le rivage subit une alternance de phases d’érosion et d’engraissement. La dérive nord-sud entraîne avec elle de grandes quantités de sable de l’embouchure de la Gironde vers l’Espagne. Ces grands volumes de sable constituent des bancs de 5 à 20 km de long, qui se forment juste derrière les baïnes. Ils vont temporairement protéger la plage de l’action de la houle. Un point protégé à un moment donné, sera attaqué par les vagues une fois que le banc aura migré vers le sud.
Parallèlement, l’érosion du littoral subit des actions saisonnières. Lors des tempêtes d’hiver, la puissance des vagues est suffisante pour arracher de grandes quantités de sable à la plage, tandis qu’en été, les apports vont former une banquette en pied de dune. Une fois sec, ce sable sera repris par le vent pour alimenter les dunes blanches.

#### Les mécanismes de dégradation des dunes

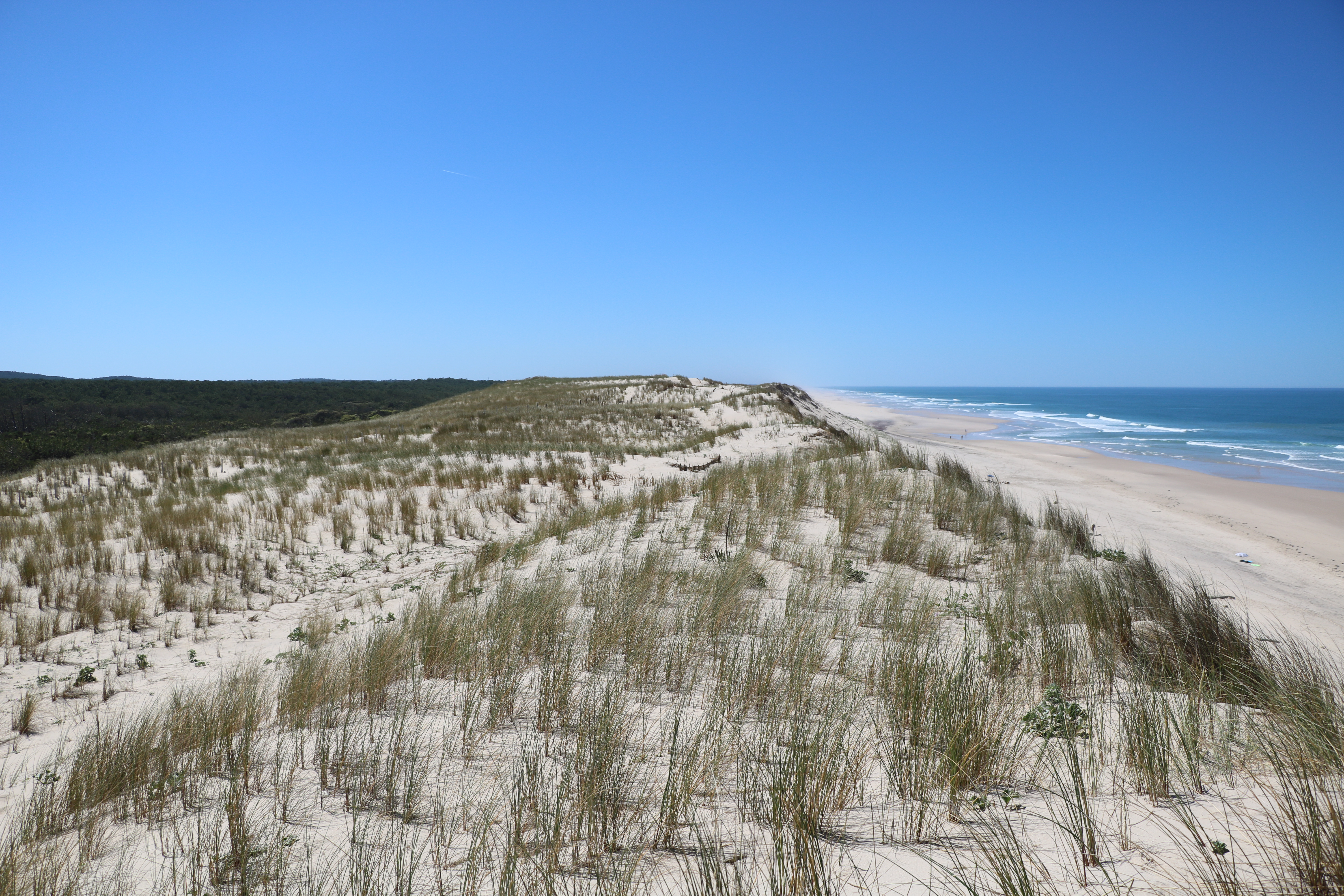
Plantation d'oyats sur les dunes de Hourtin-Plage.

Lorsque l'océan attaque le pied de dune, il se forme une falaise abrupte en prise directe avec les vents dominants d’ouest. Les vents vont d’abord créer des entailles en venant butter contre ces falaises (les siffle-vents), qui vont rapidement s’élargir. Le sable prélevé va se redéposer à l’arrière de ces saignées en formant de petits monticules que l’on appelle des « pourrières ». La zone située juste derrière la falaise est soumise à l’action de vents très violents et va se dévégétaliser. Les tourbillons vont entraîner la formation de plaques de déflation qui vont rapidement s’approfondir en créant des « caoudeyres » (chaudrons en gascon). La dune prend alors un aspect bosselé avec une alternance de caoudeyres, de pourrières et de monticules ; et retrouve une totale mobilité, menaçant la forêt de protection.
L’érosion du littoral n’est pas seule responsable de la dégradation des dunes, il suffit que la végétation disparaisse sur une zone très localisée, pour que se forment des plaques de déflation, des siffle-vents et des pourrières. Les agents de l’ONF surveillent l’apparition de ces formes typiques de dégradation et interviennent en étalant des branchages sur le sol, disposant des filets brise-vent et en plantant des oyats.

## Un cas particulier: ladune du Pilat

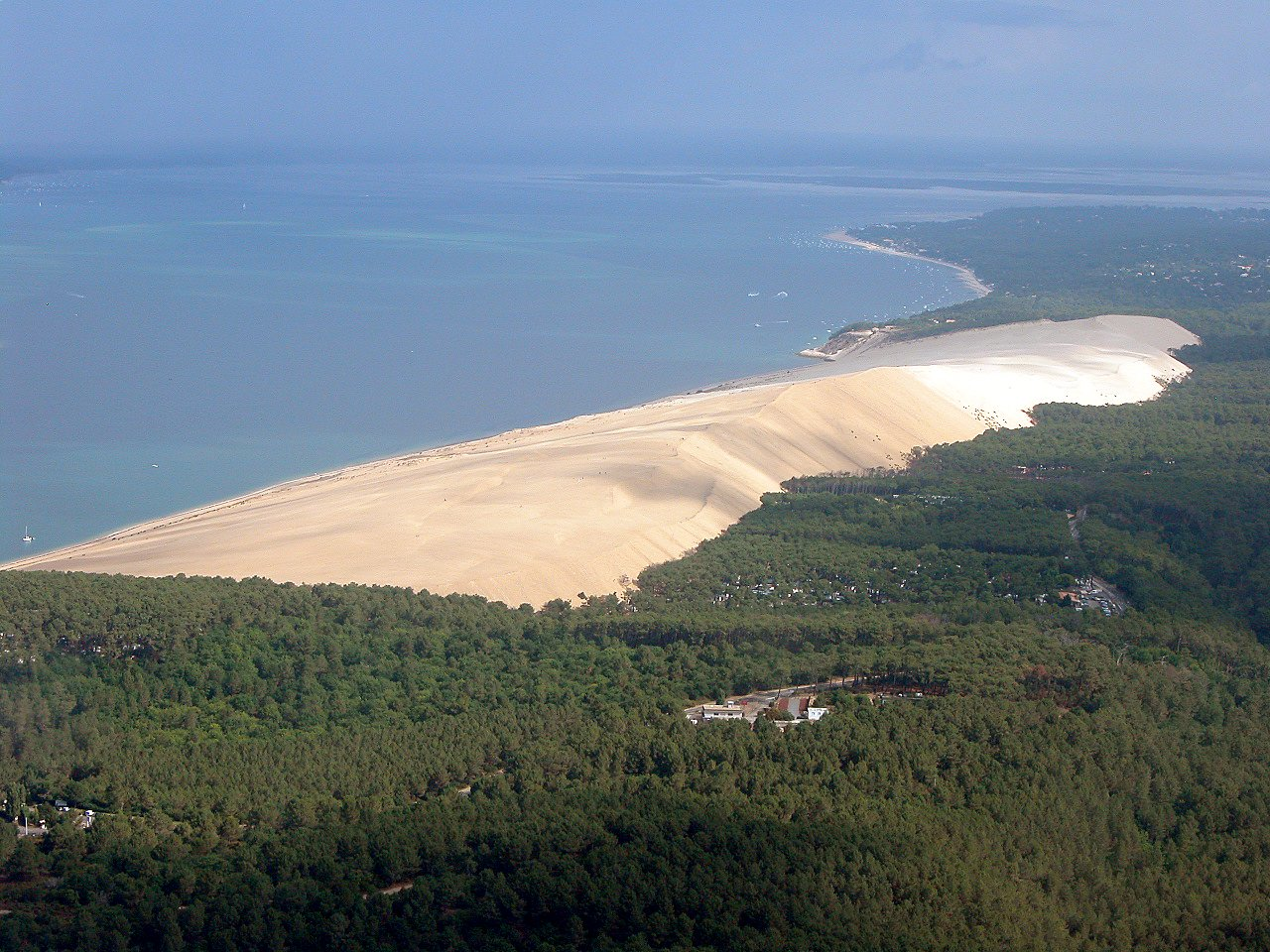
Vue aérienne de la dune du Pilat.

La formation de cette dune est entièrement liée à celle du banc d'Arguin, banc de sable situé à l'entrée du bassin d'Arcachon, et n'est donc pas représentative de la dynamique des dunes littorales atlantiques. Elle s'étend sur 500 mètres d'est en ouest et sur 2,7 kilomètres du nord au sud et contient environ 60 millions de mètres cubes de sable. Elle se situe sur le territoire de la commune française de La Teste-de-Buch, au sein du massif des Landes de Gascogne. Elle culmine actuellement à 110 mètres au-dessus du niveau de la mer. Son altitude varie selon les années.

## Sources
- Jacques Baurein, Variétés Bordeloises, t. 3, Bordeaux, 1876, 2e éd. (1re éd. 1786) (lire en ligne).
- Pierre Buffault, Histoire des dunes maritimes de la Gascogne, Bordeaux, Editions Delmas, 1942, nombreuses photos et plans en noir et blanc dans et hors texte ; 446 (lire en ligne)
- Henri Perrin, « La fixation des dunes maritimes en France », Annales Ecole Nationale des E. et F.,‎ 1928, p. 233-254 (lire en ligne, consulté le 4 avril 2020)
- Henri Enjalbert, Les pays aquitains, le modelé et les sols, Bière, Bordeaux, 1960
- Jean-Luc Duparc, La restauration des dunes littorales de Gascogne (thèse de 3e cycle), Université de Bordeaux III, coll. « Mémoires et documents du laboratoire de géographie physique appliquée », 1983, 276 p. (lire en ligne)
- Jean-Luc Despeyroux, La végétation des dunes littorales du golfe de Gascogne (thèse de 3e cycle), Université de Bordeaux III, coll. « Mémoires et documents du laboratoire de géographie physique appliquée », 1984, 159 p. (lire en ligne)
- Jean Favennec (dir.-coord.), Connaissance et gestion durable des dunes de la côte atlantique (actes d'un projet européen LIFE-Environnement), Paris, Office national des forêts, coll. « Les dossiers forestiers (n°11) », octobre 2002, 380 p. (présentation en ligne, lire en ligne)
- Jacques Sargos, Histoire de la forêt Landaise : Du désert à l'âge d'or, Bordeaux, Horizon chimérique, 1997, 559 p. (ISBN 9782907202619, présentation en ligne)
- Christian Maizeret, Les Landes de Gascogne, Paris, Delachaux et Niestlé, coll. « La France du naturaliste », mai 2005, 256 p. (ISBN 9782603013304, présentation en ligne)
- Fernand Labatut, Le destin des dunes, Société Historique et Archéologique d'Arcachon et du Pays de Buch, 2009, 192 p. (ISBN 978-2-9529434-3-7)